# Луценково (Белгородская область)
Луценково — село в Алексеевском районе (городском округе, с 2018) Белгородской области, центр Луценковского сельского поселения.

## География
Расположено в восточной части области, в 25 км к юго-востоку от районного центра, города Алексеевки.
Улицы и переулки
| - ул. Запрудная - ул. Молодёжная - ул. Полевая - ул. Садовая - ул. Центральная |

## История
Поселение Луценково упоминается в 1779 году в документах Алексеевской вотчины графа Н. П. Шереметева.
Название села произошло от фамилии первопоселенца — Луценко.
Упоминается в Памятной книжке Воронежской губернии за 1887 год как «слобода Луценкова» Луценковской волости Бирюченского уезда. Число жителей обоего пола — 754, число дворов — 100.

## Население
| 1859 | 1897 | 2002 | 2010 |
| ---- | ---- | ---- | ---- |
| 723  | ↘641 | ↘632 | ↘580 |

## Известные люди
Ковтунов, Александр Васильевич (1933—2009) — советский и российский военный и политический деятель, генерал-полковник, кандидат военных наук.

## Инфраструктура
В селе действует Муниципальное бюджетное общеобразовательное учреждение «Луценковская средняя общеобразовательная школа».
В селе действует храм Успения Пресвятой Богородицы Валуйско-Алексеевской епархии..
Братская могила советских воинов, погибших в боях с фашистскими захватчиками в 1943 году.